# Luis Romero Amarán

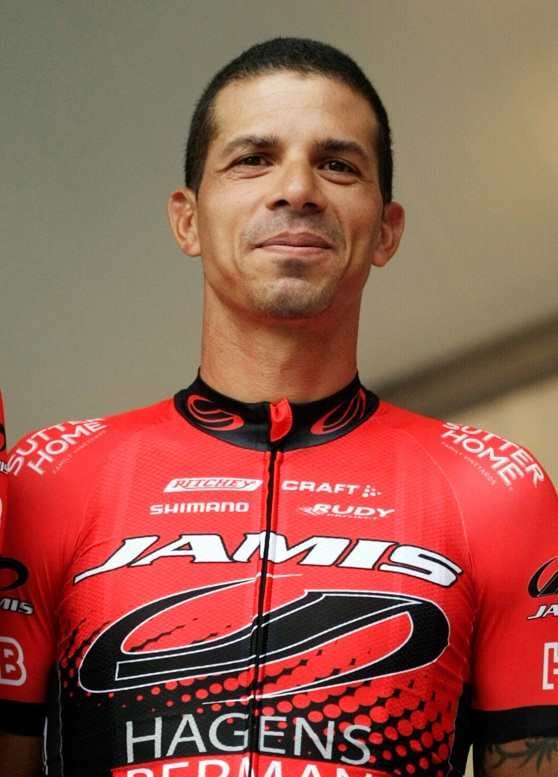
Luis Romero (2013)

Luis Alberto Romero Amarán (* 7. April 1979) ist ein kubanischer Radrennfahrer.
1998 gewann Luis Romera gemeinsam mit Hector Ajete, Iosvany Gutierrez und Reinaldo Rodríguez bei den Zentralamerika- und Karibikspielen die Goldmedaille in der Mannschaftsverfolgung. Zwischen 2000 und 2005 wurde er drei Mal kubanischer Meister im Einzelzeitfahren.

## Erfolge
1998
- Zentralamerika- und Karibikspiele – Mannschaftsverfolgung (mit Hector Ajete, Iosvany Gutierrez und Reinaldo Rodríguez)

2000
- eine Etappe Vuelta a Cuba
- Kubanischer Meister – Einzelzeitfahren

2001
- Kubanischer Meister – Einzelzeitfahren

2003
- eine Etappe Vuelta a Cuba

2005
- Kubanischer Meister – Einzelzeitfahren

2009
- eine Etappe Tour de San Luis

2011
- Tour of Elk Grove

2012
- Tulsa Tough

2014
- eine Etappe Tour of the Gila

## Teams
- 2008 Colavita/Sutter Home-Cooking Light
- 2009 Colavita/Sutter Home-Cooking Light
- 2010 Jamis-Sutter Home
- 2011 Jamis-Sutter Home
- 2012 Jamis-Sutter Home
- 2013 Jamis-Hagens Berman
- 2014 Jamis-Hagens Berman
- 2015 Jamis-Hagens Berman